# Gdzie woda czysta i trawa zielona
Gdzie woda czysta i trawa zielona – polski dramat społeczno-polityczny z 1977 roku w reżyserii Bohdana Poręby.
Zdjęcia realizowane były w Sandomierzu, m.in. na rynku, na moście przez Wisłę, w hali "Postęp" oraz na budowie osiedla mieszkaniowego na Rokitku.

## Fabuła
Młody działacz partyjny Kuriata obejmuje funkcję sekretarza Komitetu Miejskiego w mieście, rządzonym de facto przez prezesa i jego stronników. Jego pierwsze decyzje personalne spotykają się z aprobatą tamtejszych robotników. Klika prezesa nie zamierza jednak oddawać władzy. Początkowo zdaje się być przychylna Kuriacie: otrzymuje on mieszkanie, a jego żona zostaje dyrektorem szkoły. Szybko jednak okazuje się, że działania te mają tylko skompromitować sekretarza - pojawiają się oskarżenia o prywatę, niekompetencję, a po śmiertelnym wypadu na budowie Kuriata zostaje obarczony winą za zdarzenie. Mężczyzna zaczyna zdawać sobie sprawę z manipulacji, których padł ofiarą.
Tymczasem, wskutek donosów pisanych przez prezesa, do miasta przyjeżdża komisja partyjna, aby zbadać działalność Kuriaty. Ten, widząc powagę sytuacji, na wiecu odwołuje się do aktywu robotniczego, aby osądził jego działalność.

## Obsada
- Tadeusz Borowski - sekretarz Kuriata
- Alicja Jachiewicz - żona sekretarza
- Maria Klejdysz - Domańska
- Małgorzata Rogacka-Wiśniewska - Szymańska
- Maria Cichocka - Kaniowa
- Anna Jaraczówna - staruszka
- Jadwiga Lesiak-Giżycka - szef biura projektów
- Irena Orska - matka sekretarza
- Małgorzata Potocka - sekretarka
- Zdzisław Klucznik - gospodarz
- Zygmunt Maciejewski - Stępniak
- Zygmunt Malawski - prezes
- Stanisław Niwiński - naczelnik
- Stefan Śródka - Spychała
- Stefan Szmidt - komendant MO
- Jerzy Aleksander Braszka - Ostaj
- Andrzej Buszewicz - Żelazko
- Czesław Byszewski - zastępca dyrektora
- Andrzej Gazdeczka - Równiak
- Henryk Giżycki - inżynier Dekarz
- Julian Jabczyński - kierownik kwaterunku
- Jerzy Januszewicz - dyrektor domu dziecka
- Tadeusz Kożusznik - dyrektor zakładów mięsnych
- Stefan Mienicki - Piatek
- Janusz R. Nowicki - Melasa
- Janusz Paluszkiewicz - Krawczyk
- Jerzy Przybylski - Frakowski
- Antoni Rycharski - Korecki
- Bogusław Sochnacki - Nizioł
- Tadeusz Teodorczyk - kierownik opieki społecznej
- Zygmunt Wiaderny - Badal
- Juliusz Zawirski - urzędnik
- Zbigniew Józefowicz - delegat
- Zygmunt Malanowicz - delegat
- Wacław Ulewicz - delegat
- Jan Żardecki - delegat
- Wirgiliusz Gryń - sierżant MO

## Nagrody
- Nagroda Publiczności na 4. Festiwalu Polskich Filmów Fabularnych w Gdańsku (1977)
- Grand Prix na Międzynarodowym Forum Filmowym "Człowiek-Praca-Twórczość" w Lublinie (1977)